# Kela Khera
Kela Khera is een nagar panchayat (plaats) in het district Udham Singh Nagar van de Indiase staat Uttarakhand. 

## Demografie
Volgens de Indiase volkstelling van 2001 wonen er 7.783 mensen in Kela Khera, waarvan 53% mannelijk en 47% vrouwelijk is. De plaats heeft een alfabetiseringsgraad van 34%. 